# Jöran Sahlgren
Gustav Fredrik Jöran Sahlgren, född 8 april 1884 i Aspö i Södermanlands län, död 28 augusti 1971 i Uppsala, var en svensk lingvist och ortnamnsforskare.

## Biografi
Sahlgren var son till kyrkoherden Albert Sahlgren och Jenny Göransson från Skagershult i Närke. År 1929 utnämndes han till professor i nordiska språk vid Lunds universitet, och erhöll personlig professur i nordisk ortnamnsforskning i Uppsala 1930. Han är ortnamnsforskningens portalgestalt i Sverige och bidrog till att denna utvecklades till en självständig vetenskap vid sidan om "nordiska språk". År 1939 utgav han på statligt uppdrag "Svensk namnbok", som innehöll ett mycket stort antal förslag till nya svenska släktnamn (efternamn), som blev stilbildande vid namnbyten. Han disputerade om sin hembygd, "Skagershults sockens naturnamn" (1, 1912, 2, 1935) och grundade 1913 tidskriften Namn och bygd. Åren 1946 till 1956 utgav han verket "Svenska folkböcker" i åtta volymer, där de för svensk litteratur så viktiga skillingtrycken samlats.
Sahlgren var medgrundare av Vetenskapssocieteten i Lund 1920, Sydsvenska ortnamnssällskapet 1925, Kungliga Gustav Adolfs Akademien för svensk folkkultur 1932. Han invaldes som ledamot av Kungliga Humanistiska Vetenskapssamfundet i Lund 1920, Kungliga Humanistiska Vetenskapssamfundet i Uppsala 1934, utländsk ledamot av Finska Vetenskaps-Societeten 1941, Svenska Litteratursällskapet i Finland 1944, Vitterhetsakademien 1941, Norska Vetenskapsakademien 1953, Kungliga Samfundet för utgivande av handskrifter rörande Skandinaviens historia 1953. Han var kommendör av första klass av Nordstjärneorden samt kommendör av första klass av spanska Alfons XII:s orden. Sahlgren är begravd på Skogskyrkogården i Stockholm.   
Jöran Sahlgren var bror till Ernst Sahlgren. Han gifte sig första gången den 15 januari 1915 med läroverksrektorn Greta Rothstein (1889–1958), och andra gången den 30 juni 1922 med Gudrun Förberg (1898–1973), dotter till hovtandläkare Elof Förberg.

## Tryckta skrifter
Se John Tuneld, "Bidrag till en bibliografi över professor Jöran Sahlgrens tryckta skrifter" i Festskrift till Jöran Sahlgren 19 8/4 44. sid 506-530.